# Pungmejser
Pungmejser (Remizidae) er en familie af fugle, der næsten alle er udbredt i Afrika og Eurasien og hvor de fleste arter bygger pungformede, hængende reder. Det er små fugle på op til 11 centimeter, der især lever af insekter og derfor har et tyndt, spidst næb.
Pungmejser menes at være søsterfamilie til mejserne, det vil sige at de er nært beslægtede og har samme nærmeste fælles stamform.

## Slægter
Pungmejser indeles i fire slægter. Dog tilhører Cephalopyrus muligvis mejsefamilien (Paridae).
- Remiz (4 arter fra Eurasien, fx pungmejse)
- Anthoscopus (6 arter fra Afrika, fx sahelpungmejse)
- Auriparus (1 art fra Nord- og Mellemamerika, gulhovedet mejse )
- Cephalopyrus (1 art fra Himalaya til Laos, ildkrone)

## Billeder
|                                             |
| Gulhovedet mejse fra Nord- og Mellemamerika |

|                                                     |
| Sydafrikansk pungmejse fra Kap-provinsen, Sydafrika |